# 聖卡洛斯縣
10°37′2″N 84°30′53″W / 10.61722°N 84.51472°W
聖卡洛斯縣（西班牙語：Cantón de San Carlos），是哥斯達黎加的縣份，位於該國西北部，由阿拉胡埃拉省負責管轄，首府設於克薩達，始建於1911年9月26日，面積3,347.98平方公里，2011年人口163,745人，人口密度每平方公里48.91人。